# Инкелар, Кевин
Кевин Инкелар (нидерл. Kevin Inkelaar род. 8 июля 1997, Леуварден) — нидерландский профессиональный  шоссейный велогонщик, выступающий с 2020 года за команду мирового тура «Bahrain Victorious».

## Достижения
2017
1-й — Этап 1 (КГ) Тур Южной Богемии
2018
2-й Джиро дель Валле-д’Аоста — Генеральная классификация
1-й — Этап 1
2019
3-й Джиро дель Валле-д’Аоста — Генеральная классификация
1-й  — Очковая классификация
1-й — Этап 2
4-й Тур Эльзаса — Генеральная классификация